# فابريس كولاس
فابريس كولاس (بالفرنسية: Fabrice Colas)‏ مواليد 21 يوليو 1964 في روي-مالميزون، هو دراج فرنسي سابق. سبق أن شارك في دورة الألعاب الأولمبية الصيفية.

## الميداليات
| الميدالية | المسابقة                       |
| --------- | ------------------------------ |
| برونزية   | الألعاب الأولمبية الصيفية 1984 |

## روابط خارجية
- فابريس كولاس على موقع أرشيف الدراجات (الإنجليزية)
- فابريس كولاس على موقع CycleBase (الإنجليزية)
- فابريس كولاس على موقع أوليمبيديا (الإنجليزية)
- Profile